# Ctiněves
Ctiněves település Csehországban, a Litoměřicei járásban. Ctiněves Kostomlaty pod Řípem, Krabčice, Mnetěš és Černouček településekkel határos. Lakosainak száma 379 fő (2024. január 1.).

## Népesség
A település lakosságának változását az alábbi diagram mutatja:
| Lakosok száma | 441  | 458  | 560  | 503  | 318  | 258  | 340  | 336  | 379  | 379  |
|               | 1869 | 1890 | 1921 | 1950 | 1980 | 2001 | 2017 | 2019 | 2022 | 2024 |